# Xenofrea enriquezae
Xenofrea enriquezae is een keversoort uit de familie van de boktorren (Cerambycidae). De wetenschappelijke naam van de soort werd voor het eerst geldig gepubliceerd in 2006 door Tavakilian & Néouze.